# یاکوف گوجون
یاکوف گوجون (انگلیسی: Jakov Gojun؛ زادهٔ ۱۸ آوریل ۱۹۸۶) بازیکن هندبال اهل کرواسی است.